# Сорочинська волость
Сорочинська волость — адміністративно-територіальна одиниця Миргородського повіту Полтавської губернії з центром у містечку Сорочинці.
Старшинами волості були:
- 1900 року козак Семен Петрович Улізко[1];
- 1904 року козак Омелян Федорович Ручка[2];
- 1913 року Павло Петрович Копитько[3];
- 1915 року Павло Онисович Сколацький[4].